# Fresnicourt-le-Dolmen
Fresnicourt-le-Dolmen is een gemeente in het Franse departement Pas-de-Calais (regio Hauts-de-France) en telt 872 inwoners (2004). De plaats maakt deel uit van het arrondissement Béthune.

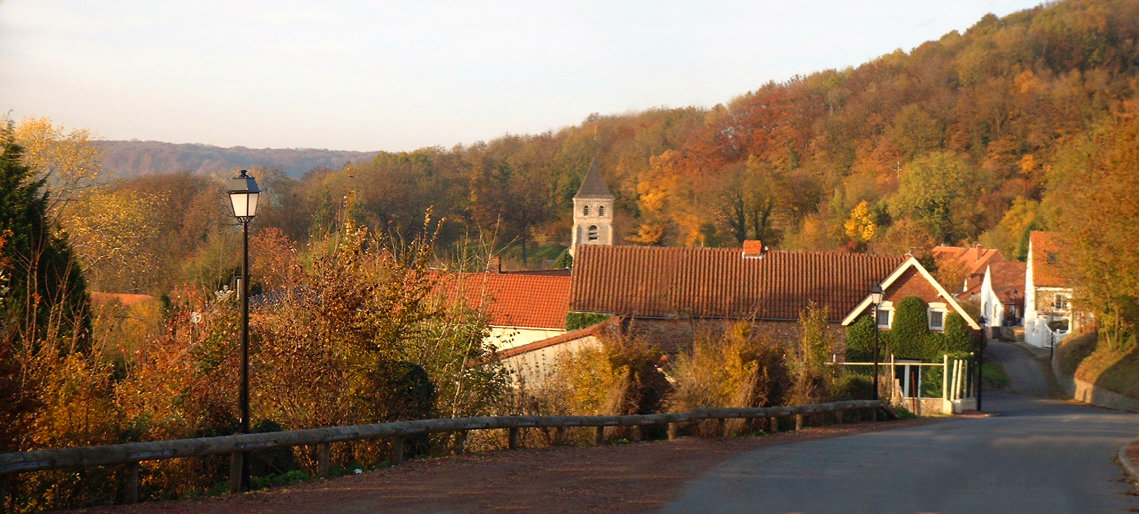
Zicht op Fresnicourt

## Geografie
De oppervlakte van Fresnicourt-le-Dolmen bedraagt 8,0 km², de bevolkingsdichtheid is 109,0 inwoners per km².

## Bezienswaardigheden
- Het middeleeuws kasteel van Olhain
- De dolmen La Table des Fées

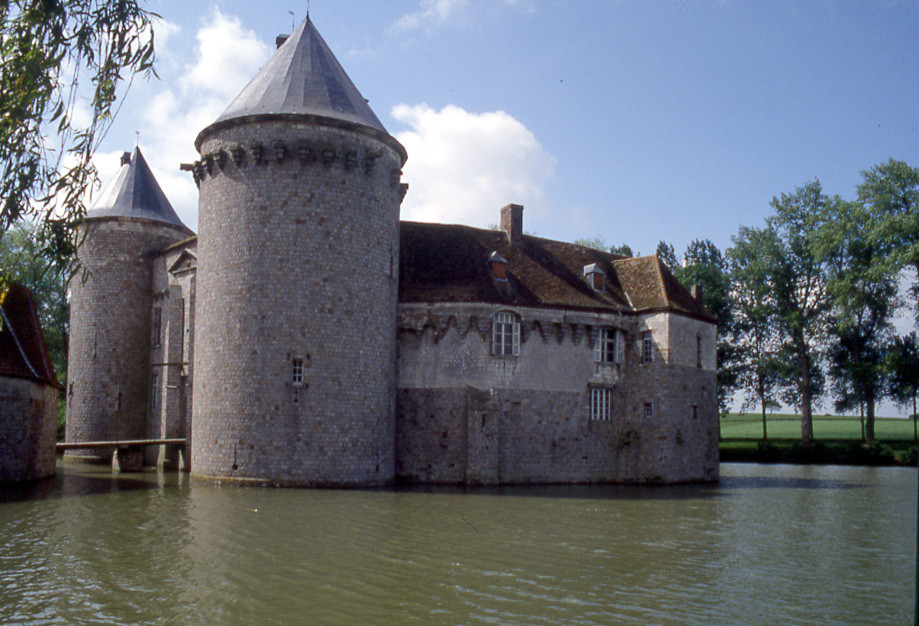
Kasteel van Olhain
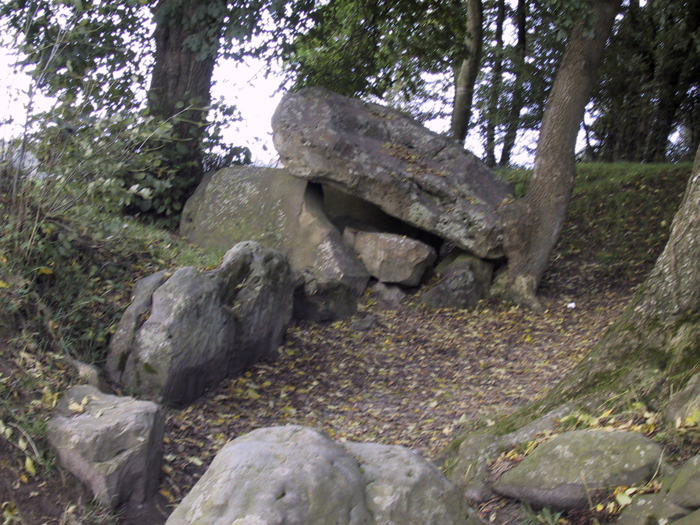
La Table des Fées

De onderstaande kaart toont de ligging van Fresnicourt-le-Dolmen met de belangrijkste infrastructuur en aangrenzende gemeenten.

## Demografie
Onderstaande figuur toont het verloop van het inwonertal (bron: INSEE-tellingen).